# Nodaria dinawa
Nodaria dinawa là một loài bướm đêm trong họ Noctuidae.